# Семеновка (Інсарський район)
Семе́новка (рос. Семёновка, ерз. Семеновка) — присілок у складі Інсарського району Мордовії, Росія. Входить до складу Сіалеєвсько-П'ятинської сільського поселення.
Населення — 40 осіб (2010; 75 у 2002).
Національний склад станом на 2002 рік:
- росіяни — 92 %